# 飽和/シネマ
『飽和/シネマ』（ほうわ/シネマ）は、Ayaseの2作目の配信限定シングル。2022年9月30日より配信が開始された。

## 背景
前作『夜撫でるメノウ/幽霊東京』から約1年ぶりとなり、Ayaseとしては2作目の配信限定シングルである。
「飽和」は、ソロのボーカリストとしては初のオリジナル曲。「シネマ」は、スマホゲーム「プロジェクトセカイ カラフルステージ! feat. 初音ミク」のAyaseタイアップ第3弾楽曲として、ゲーム内のユニット「Vivid BAD SQUAD」へ提供した楽曲である。

## 収録曲
（全作詞・作曲・編曲: Ayase）
1. 飽和 [3:05]
Ayase初となる自身がボーカルのオリジナル楽曲である[2]。2022年9月30日にミュージックビデオがYouTubeにて公開される。
2. シネマ [3:28]
原曲はスマホゲーム「プロジェクトセカイ カラフルステージ! feat. 初音ミク」内のユニット「Vivid BAD SQUAD」に提供した楽曲。2021年5月8日にニコニコ動画とYouTubeにボーカロイドバージョンの動画が投稿された[3][4]。